# Jimmy Tigere
Jimmy Tigere (ur. 16 maja 1987 w Harare) – zimbabwejski piłkarz grający na pozycji obrońcy. Od 2018 jest zawodnikiem klubu Dynamos FC.

## Kariera klubowa
Swoją karierę piłkarską Tigere rozpoczął w klubie Monomotapa United FC. W sezonie 2012 zadebiutował w jego barwach w pierwszej lidze zimbabwejskiej. W latach 2014–2015 występował w Triangle United FC, a w latach 2016-2017 - w Harare City FC. W 2018 przeszedł do Dynamos FC.

## Kariera reprezentacyjna
W reprezentacji Zimbabwe Tigere zadebiutował 26 czerwca 2017 w wygranym 4:0 meczu COSAFA Cup 2017 z Mozambikiem, rozegranym w Moruleng. W kadrze narodowej rozegrał 7 meczów, wszystkie w 2017.